# William McMahon McKaig
William McMahon McKaig (ur. 29 lipca 1845 w Cumberland, Maryland, zm. 6 czerwca 1907 w Cumberland, Maryland) – amerykański polityk związany z Partią Demokratyczną.
W 1890 roku był burmistrzem rodzinnego Cumberland. W latach 1891–1895 był przedstawicielem szóstego okręgu wyborczego w stanie Maryland w Izbie Reprezentantów Stanów Zjednoczonych.